# Лурье, Александр Юдимович
Александр Юдимович (Юдинович) Лурье (30 сентября 1897 — 21 мая 1958) — советский акушер-гинеколог, профессор (1932). Член-корреспондент АН УССР (1939), лауреат Сталинской премии (1941).

## Биография
Родился 30 сентября 1897 года в местечке Климовичи Могилёвской губернии в семье провизора Юдима Афанасьевича (Юдки Хононовича) Лурье.
В 1921 году окончил медицинский факультет Московского университета.
В 1930—1938 годах работал научным руководителем Уральского института охраны материнства и детства, кроме того, в 1933—1938 годах был первым заведующим кафедры акушерства и гинекологии Свердловского медицинского института.
После этого переехал в Киев, с 1938 года и до конца жизни возглавлял кафедру акушерства и гинекологии Киевского медицинского института. В 1949 году был назначен главным акушером-гинекологом Министерства здравоохранения УССР.
Умер в 21 мая 1958 года, похоронен на Лукьяновском кладбище г. Киева.

## Научная деятельность
Занимался проблемами материнской смертности, обезболивания родов, профилактики и лечения рака женских половых органов, организации акушерской помощи. В 1930 году выпустил первое оригинальное методическое руководство по работе женских консультаций. По инициативе Лурье со второй половины 1930-х годов в СССР в процессе родов начали широко применять обезболивание. Кроме того, по его инициативе по всей стране были введены массовые профилактические гинекологические осмотры. Также занимался анализом причин материнской смертности и мертворождаемости и разработал методику хордотомии при запущенных случаях рака матки. Автор свыше 100 научных работ, в том числе 5 монографий.

### Научные труды
- Гигиена девочки, девушки и женщины, 4-е изд. М.-Л., 1929;
- Методы работы консультации для женщин. М.-Л., 1930;
- Обезболивание родов. Свердловск, 1936;
- Онкопрофилакторий при женской консультации. Киев, 1948;
- Практическое акушерство под редакцией проф. А. П. Николаева при участии С. М. Беккера, Я. Д. Киршенблата, М. Ф. Леви, А. Ю. Лурье. Киев: Здоров’я, 1958.
- Избранные труды. Киев, 1960.

## Награды
- Член-корреспондент АН УССР (1939).
- Сталинская премия I степени (13 марта 1941) — за общеизвестные научные работы по обезболиванию родов, введенные в практику родовспомогательных учреждений в 1937, 1938 и 1939 годах[1]
- Заслуженный деятель науки УССР (1958).

Награждён двумя орденами Ленина, орденами Трудового Красного Знамени, Отечественной войны II степени и медалями.

## Память
Имя А. Ю. Лурье присвоено акушерско-гинекологической клинике Киевского мединститута.